# Турцхи
Турцхи (груз. ტურცხი) ранее Турцх (з.-арм. Թուրցխ) — село в Ахалкалакском муниципалитете края Самцхе-Джавахетия, Грузия.
Находится на Ахалкалакском нагорье, на правом берегу реки Паравани, притока реки Кура. Население села согласно переписи 2014 года — 759 человек.
Жителей села относят к франгам и отмечают свободное владение как эрзерумским диалектом западноармянского языка, так и турецким языком. Также в селе проживают грузины-католики.
В селе существует храм армянской католической церкви, построенный в 1895 году и не закрывавшийся даже в советское время.